# Ignace van Swieten
Ignace van Swieten (Eindhoven, 1943. január 5. – Gran Canaria, 2005. május 5.) holland nemzetközi labdarúgó-játékvezető.

## Pályafutása
1976-ban lett az I. Liga játékvezetője, 1983-ban pedig nemzetközi játékvezető a FIFA keretében. Több nemzetek közötti válogatott és klubmérkőzést vezetett. A holland nemzetközi játékvezetők rangsorában, a világbajnokság-Európa-bajnokság sorrendjében többedmagával a 18. helyet foglalja el 3 találkozó szolgálatával. A világbajnoki döntőhöz vezető úton Olaszországba az 1990-es labdarúgó-világbajnokságra a FIFA JB bíróként alkalmazta. Az aktív nemzetközi játékvezetéstől 1990-ben búcsúzott.
| Időpont              | Helyszín                      | Mérkőzés típusa           | Mérkőzés        | Eredmény | Nézők száma |
| -------------------- | ----------------------------- | ------------------------- | --------------- | -------- | ----------- |
| 1988. szeptember 21. | Municipal Stadion, Luxembourg | előselejtező (7. csoport) | Luxemburg–Svájc | 1 : 4    | 2 092       |

### Nemzetközi játékvezetés

#### Európa-bajnokság
1986-ban az U21-es labdarúgó-Európa-bajnokságsorozatmérkőzéseiben az UEFA JB bíróként foglalkoztatta.
| Időpont            | Mérkőzés típusa           | Mérkőzés           | Eredmény |
| ------------------ | ------------------------- | ------------------ | -------- |
| 1985. november 16. | előselejtező (2. csoport) | NSZK–Csehszlovákia | 3 : 1    |

Az európai labdarúgó torna döntőjéhez vezető úton Német Szövetségi Köztársaságba a VIII., az 1988-as labdarúgó-Európa-bajnokságra az UEFA JB játékvezetőként alkalmazta.
| Időpont           | Helyszín                    | Mérkőzés típusa           | Mérkőzés         | Eredmény | Nézők száma |
| ----------------- | --------------------------- | ------------------------- | ---------------- | -------- | ----------- |
| 1987. április 1.  | Racecourse Stadion, Wrexham | előselejtező (6. csoport) | Wales–Finnország | 4 : 0    | 7 696       |
| 1987. október 28. | GSP Stadion, Nicosia        | előselejtező (1. csoport) | Albánia–Románia  | 0 : 1    | 18 000      |

#### Nemzetközi kupamérkőzések

##### Bajnokcsapatok Európa-kupája
| Időpont             | Helyszín                   | Mérkőzés típusa          | Mérkőzés                     | Eredmény |
| ------------------- | -------------------------- | ------------------------ | ---------------------------- | -------- |
| 1988. szeptember 7. | Kispesti Stadion, Budapest | selejtező, első mérkőzés | Budapest Honvéd FC–Celtic FC | 1 : 0    |

## Sportvezetőként
Az aktív játékvezetést befejezve kalandos életet élt. Holland JB támogatásával Surinameben, majd a Holland Antillákon, később a Kanári-szigeteken játékvezetői oktatással foglalkozott.